# USS Jeffers (DD-621)
USS Jeffers (DD-621/DMS-27) là một tàu khu trục lớp Gleaves được Hải quân Hoa Kỳ chế tạo trong Chiến tranh Thế giới thứ hai. Nó đã tham gia suốt Thế Chiến II, cải biến thành một tàu quét mìn cao tốc với ký hiệu lườn DMS-27, sống sót qua cuộc xung đột, ngừng hoạt động năm 1955 và bị tháo dỡ năm 1973. Nó là chiếc tàu chiến duy nhất của Hải quân Hoa Kỳ được đặt theo tên Thiếu tướng Hải quân William N. Jeffers (1824-1883), người tham gia cuộc Chiến tranh Mexico-Hoa Kỳ và cuộc Nội chiến Hoa Kỳ.

## Thiết kế và chế tạo
Jeffers được chế tạo tại xưởng tàu của hãng Federal Shipbuilding and Drydock Company ở Kearny, New Jersey. Nó được đặt lườn vào ngày 25 tháng 3 năm 1942; được hạ thủy vào ngày 26 tháng 8 năm 1942, và được đỡ đầu bởi bà Lucie Jeffers Lyons, chắt của Thiếu tướng Jeffers. Con tàu được cho nhập biên chế cùng Hải quân Hoa Kỳ vào ngày 5 tháng 11 năm 1942 dưới quyền chỉ huy của Thiếu tá Hải quânW. G. McGarry.

## Lịch sử hoạt động

### Đại Tây Dương và Địa Trung Hải
Sau khi hoàn tất chạy thử máy và huấn luyện ngoài khơi Casco Bay, Maine, Jeffers hoạt động một thời gian ngắn tại vùng bờ Đông, cho đến khi nó khởi hành từ Norfolk vào ngày 18 tháng 2 năm 1943 cho chuyến vượt Đại Tây Dương đầu tiên hộ tống một đoàn tàu vận tải đi Casablanca]], quay trở về vào ngày 14 tháng 4. Nó tuần tra ngoài khơi Argentia, Newfoundland trong một tuần lễ trước khi lên đường đi Norfolk, nhằm chuẩn bị để tham gia Chiến dịch Husky, cuộc đổ bộ của lực lượng Đồng Minh lên Sicily, Ý.
Jeffers lên đường từ Norfolk cùng Lực lượng Đặc nhiệm 65 vào ngày 8 tháng 6, đi đến Oran, Algérie vào ngày 22 tháng 6. Trong khi chuẩn bị cho cuộc đổ bộ sắp diễn ra, nó tuần tra ngoài khơi các cảng Bắc Phi, bắn rơi một máy bay ném bom đối phương khi Không quân Đức tấn công Bizerte vào ngày 6 tháng 7. Nó khởi hành hai ngày sau đó cùng lực lượng dưới quyền Chuẩn đô đốc John L. Hall để đi Gela; và sau khi đến nơi vào ngày 9 tháng 6 đã hộ tống bảo vệ các tàu vận tải. Sáng sớm ngày hôm sau khi cuộc đổ bộ bắt đầu, chiếc tàu khu trục được phân công phá hủy các đèn pha bờ biển đối phương và bắn pháo hỗ trợ cho Trận đổ bộ Gela. Khi chiến dịch diễn tiến thuận lợi trong những ngày tiếp theo, nó tiếp tục bắn pháo hỗ trợ và tuần tra chống tàu ngầm. Nó lên đường quay về Bizerte vào ngày 18 tháng 7, để rồi quay trở lại Palermo vào ngày 31 tháng 7 cùng các tàu chở hàng. Nó lên đường đi vào ngày hôm sau, và từ cảng này quay trở về Hoa Kỳ, về đến New York vào ngày 22 tháng 8.
Sau khi được sửa chữa, Jeffers được phân nhiệm vụ hộ tống vận tải đi lại giữa vùng bờ Đông và Scotland. Khi phía Đồng Minh bắt đầu tích lũy lực lượng và phương tiện tại Anh cho cuộc đổ bộ lên miền Bắc nước Pháp, nó thực hiện thêm năm chuyến đi hộ tống vận tải từ ngày 5 tháng 9 năm 1943 đến ngày 22 tháng 4 năm 1944. Trong chuyến đi thứ hai vượt đại dương đến Scotland vào ngày 21 tháng 10, nó cứu vớt những người sống sót từ chiếc Murphy, sau khi chiếc tàu khu trục bị cắt làm đôi do tai nạn va chạm với một tàu chở dầu. Nó cũng tham gia những hoạt động cứu hộ nhằm giữ lại phần đuôi của con tàu bị nạn.
Sau các hoạt động huấn luyện, Jeffers khởi hành từ New York vào ngày 5 tháng 5 để đi sang Anh, nơi nó chuẩn bị cho Chiến dịch Overlord, cuộc Đổ bộ Normandy vào tháng 6. Nó khởi hành từ Belfast, Bắc Ireland vào ngày 3 tháng 6 hướng đến bãi Utah, nơi nó tuần tra và bắn pháo hỗ trợ khi binh lính đổ bộ lên bờ vào ngày D 6 tháng 6. Nó ở lại ngoài khơi bãi đổ bộ cho đến ngày 29 tháng 6, đánh trả nhiều cuộc không kích của máy bay đối phương và trợ giúp cho những tàu bị hư hại. Trong hai tuần lễ tiếp theo, nó hộ tống các đoàn tàu từ Belfast đến bãi Utah khi có thêm nhiều binh lính tăng viện và hàng hóa tiếp liệu được đổ sang mặt trận, cho đến khi lên đường đi sang khu vực Địa Trung Hải vào ngày 16 tháng 7.
Kế hoạch tiếp theo của Đồng Minh nhằm đánh bại Đức Quốc xã là một cuộc đổ bộ khác lên nước Pháp, lần này ở phía Nam. Được phân công bảo vệ các tàu sân bay hộ tống hỗ trợ cho chiến dịch, Jeffers rời Malta vào ngày 12 tháng 8 để tham gia đội đặc nhiệm của nó. Ba ngày sau, khi binh lính đổ bộ lên khu vực giữa Cannes và Toulon, con tàu ở lại cùng các tàu sân bay hỗ trợ, tiếp tục tuần tra ngoài khơi cho đến ngày 28 tháng 9. Nó sau đó lên đường đi New York, đến nơi vào ngày 7 tháng 10, và chuẩn bị để nhận nhiệm vụ tại Mặt trận Thái Bình Dương.

### Thái Bình Dương
Jeffers được cải biến thành một tàu khu trục quét mìn tại New York, và được xếp lại lớp với ký hiệu lườn mới 'DMS-27 vào ngày 15 tháng 11. Nó lên đường vào ngày 3 tháng 1 năm 1945, đi ngang kênh đào Panama và California, đi đến San Diego để huấn luyện vào ngày 17 tháng 1. Sang tháng 2, nó tiếp tục đi đến Trân Châu Cảng, và từ đây đi đến căn cứ tiền phương Ulithi chuẩn bị cho cuộc đổ bộ lên Okinawa, chiến dịch đổ bộ lớn nhất và cuối cùng trong cuộc chiến tranh chống Nhật. Như một phần của đội quét mìn chuẩn bị, nó đi đến ngoài khơi Okinawa vào ngày 24 tháng 3, một tuần trước cuộc đổ bộ, bắt đầu quét mìn và đánh dấu các luồng ra vào bãi. Trong cuộc tấn công vào ngày 1 tháng 4, nó đảm trách tuần tra chống tàu ngầm và phòng không; và khi Nhật Bản tung ra cuộc không kích quy mô lớn vào ngày 6 tháng 4, nó đã bắn rơi một máy bay ném bom hai động cơ. Sáu ngày sau, đang khi làm nhiệm vụ cột mốc radar, nó lại chịu đựng không kích dữ dội, bắn rơi ít nhất một máy bay tấn công và suýt bị một máy bay cảm tử Yokosuka MXY-7 Ohka đâm trúng khi cuộc tấn công bị đẩy lui. Nó sau đó trợ giúp những người sống sót của chiếc tàu khu trục Mannert L. Abele bị đánh chìm.
Jeffers đi đến Kerama Retto để sửa chữa những hư hại trong chiến đấu vào xế chiều hôm đó, để rồi lên đường vào ngày 16 tháng 4, tham gia một đội tàu sân bay hoạt động ngoài khơi Okinawa để hỗ trợ cho lực lượng trên bờ. Nó sau đó lên đường đi Guam vào ngày 3 tháng 5 để tiếp tục sửa chữa. Khởi hành vào ngày 26 tháng 6, nó đi ngang qua Saipan và Ulithi để đến Kerama Retto, trải qua sáu tuần lễ tiếp theo trong các hoạt động quét mìn về phía Bắc Okinawa. Nó đang thả neo ngoài khơi Okinawa khi nhận được tin tức về việc Nhật Bản chấp nhận đầu hàng vào ngày 15 tháng 8.
Jeffers đi đến vịnh Tokyo vào ngày 29 tháng 8 cùng lực lượng chiếm đóng, và đã có mặt tại đây khi diễn ra nghi thức đầu hàng trên thiết giáp hạm Missouri vào ngày 2 tháng 9. Nó sau đó tham gia một đội quét mìn cho các hoạt động quét mìn cần thiết chung quanh Nhật Bản, bao gồm những hoạt động nguy hiểm tại eo biển Tsushima. Hoạt động từ căn cứ tại Sasebo, nó tiếp tục quét mìn tại Hoàng Hải trong tháng 11, trước khi lên đường quay trở về Hoa Kỳ vào ngày 5 tháng 12.

### 1946 – 1955
Jeffers về đến San Diego vào ngày 23 tháng 12, rồi băng qua kênh đào Panama và đi đến Norfolk vào ngày 9 tháng 1 năm 1946. Nó bắt đầu làm những nhiệm vụ thường lệ thời bình, đi đến Charleston, South Carolina vào ngày 12 tháng 6, và ở lại đây cho đến hết năm 1946 ngoại trừ một chuyến đi ngắn đến Casco Bay. Trong năm 1947, nó cơ động tại vùng biển Caribe trong tháng 4 và tháng 5, tiếp nối bởi các cuộc thực tập dọc bờ Đông Hoa Kỳ; và sang năm 1948 nó đi đến nhiều cảng tại bờ Đông trong nhiệm vụ huấn luyện.
Sau khi thực hiện một chuyến đi ngắn đến vùng biển Caribe vào đầu năm 1949, Jeffers khởi hành từ Charleston cho lượt bố trí đầu tiên sang Địa Trung Hải sau chiến tranh vào ngày 6 tháng 9, trong một bối cảnh mất ổn định tại Hy Lạp và Israel. Con tàu tham gia các cuộc cơ động chung quanh Malta cho đến tháng 10, khi Hải quân Hoa Kỳ phô trương lực lượng nhằm duy trì hòa bình và ổn định, và quay trở về Charleston vào ngày 13 tháng 10. Sang năm sau, nó hoạt động chủ yếu từ Charleston, ngoại trừ một chuyến đi huấn luyện đến vịnh Guantánamo, Cuba trong tháng 3. Tuy nhiên, nó lại lên đường vào ngày 9 tháng 1 năm 1951 cho một chuyến khác sang khu vực Địa Trung Hải đầy bất trắc, viếng thăm Oran, Palermo, Athens và Naples trong đợt này, và tham gia cùng các hoạt động gìn giữ hoà bình của Đệ Lục hạm đội. Về đến Charleston vào ngày 17 tháng 5, nó tham gia các cuộc thực tập quét mìn và chống tàu ngầm cho đến khi thực hiện lượt phục vụ thứ ba tại Địa Trung Hải vào ngày 5 tháng 6 năm 1952. Nó hoạt động cùng các tàu sân bay và tàu khu trục của Đệ Lục hạm đội cho đến khi quay trở về cảng nhà vào ngày 13 tháng 10.
Jeffers trải qua nữa đầu năm 1953 hoạt động huấn luyện ngoài khơi Virginia Capes, rồi khởi hành từ Norfolk vào ngày 16 tháng 9 để hoạt động cùng tàu sân bay Bennington và các đơn vị Hải quân Hoàng gia Canada tại Địa Trung Hải. Nó quay trở về Charleston vào ngày 3 tháng 2 năm 1954, và hoạt động trong khu vực từ New York đến Key West và Havana, cho đến khi nó được cho xuất biên chế tại Charleston vào ngày 23 tháng 5 năm 1955. Nó nằm trong thành phần Đội Charleston, Hạm đội Dự bị Đại Tây Dương, và được xếp lớp trở lại ký hiện lườn DD-621 vào ngày 15 tháng 1 năm 1955. Tên nó được cho rút khỏi danh sách Đăng bạ Hải quân vào ngày 1 tháng 7 năm 1971, và lườn tàu bị bán để tháo dỡ vào ngày 25 tháng 5 năm 1973.

## Phần thưởng
Jeffers được tặng thưởng bảy Ngôi sao Chiến trận do thành tích phục vụ trong Thế Chiến II.